# Lijst van oorlogsmonumenten in Boxtel
De Nederlandse gemeente Boxtel heeft vier oorlogsmonumenten. Hieronder een overzicht.
| Nr.  | Object                      | Herdachte groep                                  | Ontwerper                                                   | Onthulling        | Type            | Locatie                  | Plaats  | Coördinaten                   | Foto                        |
| ---- | --------------------------- | ------------------------------------------------ | ----------------------------------------------------------- | ----------------- | --------------- | ------------------------ | ------- | ----------------------------- | --------------------------- |
| 426  | Bevrijdingsmonument         | militairen in dienst van het Ned. Kon. 1940-1945 | Hans Claesen                                                | 5 mei 1956        | beeld/sculptuur | Raadhuisplein 1, 5298 CC | Liempde | 51° 34' 4" NB, 5° 22' 27" OL  | Bevrijdingsmonument         |
| 2292 | Plaquette in het NS-station | burgerslachtoffers                               | Ir. H.G.J. Schelling (ontwerp), H.J. Winkelman (uitvoering) | 14 september 1948 | plaquette       | Parallelweg Noord        | Boxtel  | 51° 35' 18" NB, 5° 19' 35" OL | Plaquette in het NS-station |
| 2630 | Verzetsmonument             | verzet Nederland                                 | L.A.M. van Houtum (25-03-1933)                              | 4 mei 2003        | beeld/sculptuur | Verzetslaantje / Roond   | Boxtel  | 51° 35' 18" NB, 5° 19' 35" OL |                             |
| 3461 | Indië-Monument              | militairen in dienst van het Ned. Kon. na 1945   | Piet Snijders                                               | 4 mei 1992        | gedenksteen     | Koppel 11, 5281 AN       | Boxtel  | 51° 35' 27" NB, 5° 19' 37" OL | Indië-Monument              |

Alphen-Chaam ·
Altena ·
Asten ·
Baarle-Nassau ·
Bergeijk ·
Bergen op Zoom ·
Bernheze ·
Best ·
Bladel ·
Boekel ·
Boxtel ·
Breda ·
Cranendonck ·
Deurne ·
Dongen ·
Drimmelen ·
Eersel ·
Eindhoven ·
Etten-Leur ·
Geertruidenberg ·
Geldrop-Mierlo ·
Gemert-Bakel ·
Gilze en Rijen ·
Goirle ·
Halderberge ·
Heeze-Leende ·
Helmond ·
's-Hertogenbosch ·
Heusden ·
Hilvarenbeek ·
Laarbeek ·
Land van Cuijk ·
Loon op Zand ·
Maashorst ·
Meierijstad ·
Moerdijk ·
Nuenen, Gerwen en Nederwetten ·
Oirschot ·
Oisterwijk ·
Oosterhout ·
Oss ·
Reusel-De Mierden ·
Roosendaal ·
Rucphen ·
Sint-Michielsgestel ·
Someren ·
Son en Breugel ·
Steenbergen ·
Tilburg ·
Valkenswaard ·
Veldhoven ·
Vught ·
Waalre ·
Waalwijk ·
Woensdrecht ·
Zundert